# コリー・エヴァンス
コリー・ジョン・エヴァンス（Corry John Evans, 1990年7月30日 - ）は、北アイルランド出身のサッカー選手。中盤のポジションとセンターバックを務めることが出来る。トップチームでセンターバックを務める兄、ジョニー・エヴァンスと同様にマンチェスター・ユナイテッドのアカデミーの出身であり、北アイルランド代表にも選出されている。センターハーフとセンターバックをこなせるエヴァンスであるが、2008-09シーズンは主にセンターバックとして起用された。

## クラブ経歴
ベルファストで生まれ、マンチェスター・ユナイテッドFCに移る前のクレイグ・キャスカートやコナー・デヴリンが所属していた、グリーンアイランド・ボーイズFCでサッカーを始めたが、ジョニー・エヴァンズがマンチェスター・ユナイテッドと契約を結んだことに伴い、家族はマンチェスターに引っ越すことになった。エヴァンスはマンチェスター・ユナイテッドのユースに加入し、2006年7月の16歳の誕生日にクラブと練習生契約を結んだ。その時までに、エヴァンスはU-18チームのレギュラーポジションを掴んでおり、2005年10月31日に行われ、5-1で勝利したオールダム・アスレティックAFC戦にサム・ヒューソンと交代で出場し、リザーブチームデビューを果たしていた。2006-07シーズンはU-18で19試合に出場し、1ゴールを挙げていたが、2007年11月に行われたミドルズブラFC戦までリザーブチームの試合の出場機会は与えられなかった。リザーブチームでの2試合目の出場となったその試合では、デイヴィッド・グレイと交代で出場し、チームも2-1で勝利した。
2007-08シーズンはリザーブチームで5試合に出場し、2008-09シーズンにはレギュラーとしてプレイするようになっており、キャプテンも務めるようになっていた。しかし、キャリアを通してセンターハーフとしてプレイしてきたエヴァンスであったが、2008-09シーズンからは多くの試合でセンターバックとして起用されるになった。2008-09シーズン終了後には、監督であるオーレ・グンナー・スールシャールにより、ジェームズ・チェスター、トム・クレヴァリーとともにリザーブチームの年間最優秀選手の候補に選出されたが、投票によりチェスターが選ばれた。
2009年5月24日に初めてトップチームに招集され、2008-09シーズンの最終戦であるハル・シティ戦でベンチ入りを果たした。
2010年10月、カーライル・ユナイテッドFCへ1ヶ月間レンタル移籍し、2011年1月に今度はハル・シティにレンタル移籍した。
2013年8月、ブラックバーン・ローヴァーズFCへ3年契約で完全移籍が決定した。
2021年7月15日、サンダーランドAFCに移籍した。
2024年10月6日、ブラッドフォード・シティAFCに加入した。

## 代表経歴
エヴァンスの代表としてのキャリアはU-16の学生代表から始まり、3試合に出場し、1ゴールを挙げた。2007年にはU-17代表に選出され、2ヶ月間で5試合に出場したが、2分3敗の成績に終わった。2007年10月から、2008年10月までU-19代表に選出されたが、U-17時代と同様に良い成績を収める出来ず、1勝1分4敗の成績に終わった。2008年8月19日に行われ、0-1で敗れたポーランド代表戦に72分から交代で出場し、U-21代表デビューを果たした。EURO2009の出場は逃したが、EURO2011に向けた予選の試合に招集されている。
2009年6月6日にピサで行われるイタリア代表との試合に臨む北アイルランド代表戦のメンバー19人に選ばれ（エヴァンスを含め9人が代表キャップを持たない選手だった）、スターティングメンバーとしてシェーン・ファーガソンと交代するまで72分間出場し、A代表デビューを飾った。